# Aleksander Hulewicz
Aleksander Hulewicz (ur. 1897, zm. 30 maja 1972 w Toronto) – komandor podporucznik Marynarki Wojennej II RP, komandor porucznik Polskiej Marynarki Wojennej, kawaler Orderu Virtuti Militari.

## Życiorys
Urodził się 29 stycznia, 11 marca lub 13 marca 1897 na obecnych ziemiach ukraińskich. Wstąpił do Armii Imperium Rosyjskiego, został absolwentem Korpusu Morskiego w Petersburgu. 21 października 1915 został awansowany na stopień miczmana. Był oficerem Marynarki Wojennej Imperium Rosyjskiego.
11 marca 1919 został przyjęty do Wojska Polskiego jako były oficer Polskiego Korpusu Wschodniego i armii rosyjskiej z zaliczeniem stopnia porucznika i przydzielony do rezerwy. 20 marca 1919 przydzielony do Portu Wojennego Modlin. W Marynarce Wojennej został awansowany do stopnia porucznika marynarki ze starszeństwem z dniem 1 czerwca 1919. Według stanu z 1 kwietnia 1919 był I oficerem flotylli i statku „Wisła”. Później był oficerem statku „Różycki”, a 2 listopada 1919 został wzięty do niewoli przez Niemców. Był dowódcą plutonu I batalionu pułku morskiego istniejącego od lipca do grudnia 1920. Był w składzie grupy, która wyruszyła do Anglii po odbiór okrętów dywizjonu kontrtorpedowców, po czym 14 września 1921 przyholował torpedowiec „Góral”, w tym samym roku przemianowany na ORP „Podhalanin”. Według stanu z 1 maja 1922 był zastępcą dowódcy ORP „Mazur”. W 1923 był komendantem monitora „Mozyrz” wchodzącego w skład dywizjonu monitorów Flotylli Wiślanej. W 1924 do sierpnia tego roku był oficerem wachtowym na ORP „Mazur”. Od 3 czerwca 1924 do 1925 był oficerem nawigacyjnym okrętu transportowego ORP „Warta” w pierwszej obsadzie oficerskiej tej jednostki. Został awansowany do stopnia kapitana marynarki ze starszeństwem z dniem 1 sierpnia 1924. Od 1926 do 1927 był dowódcą ORP „Kujawiak”. W 1927 był dowódcą ORP „Mazur”. W 1928 przebywał we francuskiej szkole l’École des Officiers Torpilleurs w Toulon. Od 1928 do 1929 był dowódcą ORP „Ślązak”, powtórnie w 1930 od marca tego roku. Od 6 maja 1931 do czerwca 1932 był szefem adiutantury Kierownictwa Marynarki Wojennej. Od 3 sierpnia 1931 przeniesiony z Dowództwa Floty do KMW obejmując funkcję p.o. kierownika Wydziału Ogólnego. W 1932 był przydzielony do Dowództwa Floty w Gdyni. Od 10 sierpnia 1932 do 1 marca 1933 był zastępcą dowódcy ORP „Burza” w pierwszej załodze tego okrętu. Od 17 marca wzgl. 1 kwietnia 1933 do 15 lipca 1935 był dowódcą ORP „Wilia”. 28 czerwca 1935 został awansowany do stopnia komandora podporucznika ze starszeństwem z dniem 1 stycznia 1935. Od 26 czerwca do 13 października 1935 oraz od tego czasu do kwietnia 1936 był dowódcą ORP „Bałtyk”, a równolegle na tej jednostce był komendantem wyszkolenia pokładowego od lipca 1935 do 1 grudnia 1936 i następnie do września 1938. W tym czasie od 8 marca do 9 grudnia 1936 był zastępcą dowódcy okrętu szkolnego ORP „Iskra”, a od 9 grudnia 1936 do 30 grudnia 1937 pełnił funkcję dowódcy tegoż w trakcie kursu szkolnego. Od 30 grudnia 1937 do marca 1938 był dowódcą dywizjonu minowców. Od 13 marca 1938 względnie od 20 czerwca 1938 był dowódcą ORP „Grom”.
Pozostawał dowódcą ORP „Grom” w chwili wybuchu II wojny światowej i w trakcie kampanii wrześniowej 1939. Został oficerem Korpusu Morskiego Polskiej Marynarki Wojennej w Wielkiej Brytanii. Dowódcą ORP „Grom” pozostawał do 4 maja 1940, gdy jednostka została zatopiona przez niemieckiej lotnictwo. Od czasu tego zdarzenia nie otrzymał już samodzielnego dowództwa na żadnym okręcie MW.
Od 21 czerwca do 18 października 1940 był dowódcą Grupy Trawlerów, 12 belgijskich jednostek wcielonych do składu PMW. 31 lipca 1940 został awansowany do stopnia komandora podporucznika ze starszeństwem z dniem 3 maja 1940. Od 28 października 1940 do maja 1941 był zastępcą dowódcy okrętu bazy ORP „Gdynia”. Od 1 lipca 1941 do 9 marca 1942 był komendantem Stacji Zbornej w Plymouth i zastępcą komendanta Kierownictwa Uzupełnień Floty (KUF). Od 9 marca do 28 grudnia 1942 był w dyspozycji komendanta morskiego „Północ”. Od 15 maja 1943 do 15 lipca 1944 był zastępcą dowódcy okrętu ORP „Dragon”. Od lipca 1944 do 1 kwietnia 1945 był w dyspozycji szefa KMW. Od 1 kwietnia 1945 do 1947 był oficerem do prac w Biurze Studiów KMW w Wielkiej Brytanii.
Po wojnie pozostawał na emigracji w Kanadzie. Zamieszkiwał w Toronto, gdzie zmarł 30 maja 1972. Urna z prochami Aleksandra Hulewicza spoczęła w Morzu Bałtyckim.

## Ordery i odznaczenia
- Krzyż Srebrny Orderu Wojskowego Virtuti Militari nr 4022 – 1921[42]
- Krzyż Walecznych (dwukrotnie: przed 1923[43][2][3][44], 1 lutego 1941[45])
- Medal Morski (dwukrotnie)[5]
- Złoty Krzyż Zasługi (25 maja 1939)[46]
- Order Wybitnej Służby (Wielka Brytania – odznaczony osobiście przez króla Jerzego VI Windsora)[4]